# Капија Балкана
Капија Балкана: брзи водич кроз прошлост Београда је књига чији је аутор српска књижевница и академик Светлана Велмар-Јанковић, објављена 2011. године у издању  "Стубова културе" из Београда.

## О аутору
Светлана Велмар-Јанковић (1933-2014) рођена је у Београду где се школовала и живела. Објавила је романе: Ожиљак, Лагум, Бездно, Нигдина и Востаније; есеје: Савременици, Уклетници, Изабраници и Сродници; сећања: Прозраци; збирке приповедака: Дорћол, Врачар, Гласови, Књига за Марка и Очаране наочаре: приче о Београду; молитве: Светилник; драму Кнез Михаило и књигу драма Жезло; монографију Капија Балкана: брзи водич кроз прошлост Београда. За свој рад добила је награде: „Исидора Секулић“, Андрићева награда за књигу прича Дорћол, „Меша Селимовић“, „Ђорђе Јовановић“, „Бора Станковић“, „Пера Тодоровић“, Награда Народне библиотеке Србије за најчитанију књигу у 1992. години, Нинова награда за роман године за Бездно (1995), Награда „Невен“, Награда Политикиног забавника, Награда „6. април“ за животно дело о Београду, Награда „Мишићев дукат“ и Награда „Стефан Митров Љубиша“. Превођена на енглески, француски, немачки, шпански, италијански, грчки, бугарски и мађарски језик. Била је редован члан Српске академије наука и уметности.

## О делу
Књига Капија Балкана: брзи водич кроз прошлост Београда садржи занимљив и пријемчив приказ историје Београда, али исто тако и дубоку анализу историјских процеса за све оне који желе да га боље упознају.
Књига обухвата период од првих насеобина на ушћу Саве и Дунава до Првог светског рата, садржи индекс појмова и топонима, као и бројне илустрације.
Ауторка је за књигу рекла да је то историјска прича:
| „ | Историјска је јер је настала у настојању да се казивање што потпуније ослања на историографске изворе и податке; прича је јер је казивање ипак само субјективно сагледавање следа историјских збивања. | ” |

Књига је подељена у четири дела:
Први део књиге обухвата најдужи временски период, од настанка Сингидунума у првом веку наше ере па све до краја прве владе српског кнеза Милоша Обреновића тридесетих година деветнаестог века. У другом делу књиге у центру пажње су периоди владавине кнеза Милоша и кнеза Михаила. Трећи део књиге прати нешто више од три деценије, прецизније од проглашења независности Србије 1878. до Преврата 1903. Четврти део је најкраћи, покрива само 11 драматичних година, од 1903. до 1914. Тај период је раздобље успостављања демократског српског друштва, који су многи називали и ‘златним годинама’.
Капији Балкана, историјској причи о Београду, Светлана Велмар Јанковић посветила седам година, седам година је расла са Капијом Балкана, била затрпана књигама, списима, новинама, часописима, преписком, архивском грађом.